# Kasachische Eishockeymeisterschaft 1998/99
Die Saison 1998/99 war die siebte Spielzeit der kasachischen Eishockeyprofiliga. Es nahmen vier Vereine am Wettbewerb teil. Den Titel des Kasachischen Meisters sicherte sich erstmals der HK Bulat Temirtau.
Nach einer zweijährigen Auszeit kehrte Awtomobilist Karaganda, das vormals als Stroitel Karaganda am Spielbetrieb teilgenommen hatte, in den Meisterschaftsbetrieb zurück. Erstmals für die Meisterschaft meldeten Amid Rudny und der HK Schenis Astana. Torpedo Ust-Kamenogorsk verzichtete auf eine Teilnahme an der Meisterschaftsrunde und konnte die Serie von sechs Meistertiteln in Folge nicht weiter ausweiten.

## Modus
Die vier Teilnehmer spielten in einer Einfachrunde, so dass jede Mannschaft auf die Anzahl von drei Spielen kam. Die beiden Mannschaften mit den meisten Punkten erreichten das Endspiel um die Meisterschaft. Die Mannschaften auf den Plätzen 3 und 4 spielten in einer weiteren Partie den dritten Rang aus.
Für einen Sieg in der regulären Spielzeit von 60 Minuten erhielt eine Mannschaft zwei Punkte, der unterlegene Gegner ging leer aus. Bei einem Unentschieden erhielt jede Mannschaft einen Punkt.

## Meisterschaftsverlauf
Erstmals teilte sich die Meisterschaftsaustragung in eine Vor- und Finalrunde auf. In den Jahren zuvor war die Meisterschaft stets in einer Gruppenphase entschieden worden.
Torpedo Ust-Kamenogorsk spielte im Saisonverlauf ausschließlich in der einmalig ausgespielten, zweitklassigen Liga des Russischen Eishockeyverbandes (FHR) und verzichtete auf eine Teilnahme an der Kasachischen Meisterschaft. Die zweite Mannschaft Torpedos war in der drittklassigen Perwaja Liga vertreten, spielte aber erstmals auch nicht in der Kasachischen Meisterschaft. Darüber hinaus nahm Torpedo Ust-Kamenogorsk am IIHF Continental Cup im Jahr 1998 teil.

### Vorrunde
Nach Ablauf der drei Runden sicherte sich HK Bulat Temirtau den ersten Platz mit drei Siegen aus drei Spielen. Dahinter qualifizierte sich Awtomobilist Karaganda ebenfalls für das Finale. Amid Rudny und Schenis Astana qualifizierten sich für das Spiel um den dritten Platz.
Abkürzungen: Sp = Spiele, S = Siege, U = Unentschieden, N = Niederlagen, Pkt = Punkte
|                        | Sp | S | U | N | Tore  | Pkt |
| ---------------------- | -- | - | - | - | ----- | --- |
| HK Bulat Temirtau      | 3  | 3 | 0 | 0 | 50:09 | 6:0 |
| Awtomobilist Karaganda | 3  | 2 | 0 | 1 | 38:18 | 4:2 |
| Amid Rudny             | 3  | 1 | 0 | 2 | 14:39 | 2:4 |
| HK Schenis Astana      | 3  | 0 | 0 | 3 | 09:45 | 0:6 |

### Finalrunde
In der Finalrunde besiegte Amid Rudny den HK Schenis Astana knapp mit 5:4 und bestätigte damit den Sieg aus der Vorrunde. Im Spiel um die Meisterschaft blieb der HK Bulat Temirtau seiner Favoritenrolle gerecht und besiegte Awtomobilist Karaganda mit 10:6.
Spiel um Platz 3
|  | Amid Rudny | 5:4 | Schenis Astana |  |

Finale
|  | HK Bulat Temirtau | 10:6 | Awtomobilist Karaganda |  |

## Auszeichnungen
| Auszeichnung | Spieler                           | Team              |
| ------------ | --------------------------------- | ----------------- |
| Topscorer    | Galim Mambetalijew                | HK Bulat Temirtau |
| Topscorer    | 24 Punkte (11 Tore + 13 Vorlagen) |                   |